# 代耶爾港
代耶爾港（波斯語：‎，羅馬化：Bandar-e Deyr）是伊朗的城市，位於該國西南部波斯灣沿岸，由布什爾省負責管轄，距離首府布什爾160公里，海拔高度3米，2006年人口18,454，居民大多是波斯人。